# Fugitive of the Judoon
Fugitive of the Judoon es el quinto episodio de la duodécima temporada moderna de la serie británica de ciencia ficción Doctor Who, emitido originalmente el 26 de enero de 2020 por BBC One. Fue escrito por Vinay Patel y el productor ejecutivo Chris Chibnall y dirigido por Nida Manzoor.
El episodio, protagonizado por Jodie Whittaker como la Decimotercer Doctor y sus acompañantes Graham O'Brien (Bradley Walsh), Ryan Sinclair (Tosin Cole) y Yasmin Khan (Mandip Gill); marca el regreso de John Barrowman como el Capitán Jack Harkness desde su última aparición en el episodio The End of Time en 2010.

## Sinopsis
Mientras sus compañeros intentan hacer que hable sobre su búsqueda de El Amo (dada su suposición de que escapó de los Kasaavin luego de los eventos ocurridos en el episodio Spyfall), la Doctor descubre que un pelotón de Judoon ha descendido sobre Gloucester y ha puesto un campo de fuerza alrededor de la ciudad en busca de un fugitivo. La Doctor logra evitar el campo de fuerza y llega a Gloucester. Al aterrizar y sin que la Doctor lo sepa, Graham es teletransportado a una nave espacial robada pilotada por el Capitán Jack Harkness, quien confunde a Graham con la Doctor. Mientras, la Doctor interviene cuando los Judoon intentan atacar el departamento de Lee y Ruth Clayton, y los detiene lo suficiente como para interrogar a la pareja y encontrar una caja oculta. Lee se niega a responder las preguntas de la Doctor, pero cubre la fuga del grupo y se entrega al Judoon antes de ser asesinado por su contratista, Gat, quien lo reconoce como el asociado del fugitivo.
Mientras la Doctor huye con Ruth a la Catedral de Gloucester, Ryan y Yaz son teletransportados a la nave de Harkness, que ahora está siendo atacada por sus legítimos propietarios. Cuando Harkness se entera de que el campo de fuerza de los Judoon le impide teletransportarse a la Doctor, se ve obligado a pedirle a los compañeros de esta que le digan que tenga cuidado con el "cyberman solitario" y no darle lo que quiere. Se ve obligado a teletransportarse debido al sistema de ataque antirrobo de la nave, mientras que Graham, Ryan y Yaz son transportados de regreso a Gloucester. La Doctor y Ruth pronto son rodeados por el Judoon en la catedral, y Ruth los ataca, obligándolos a retirarse después de arrancar el cuerno de su comandante. Con Ruth incapaz de explicarse, revela que Lee le envió un mensaje de texto antes de su muerte que los lleva a un faro donde creció.
Allí, la Doctor encuentra una TARDIS enterrada debajo de una lápida sin inscripción. Ruth, mientras tanto, entra al faro y, rompiendo la caja de una alarma, es envuelta en energía que restaura su memoria. Ruth luego se presenta como la Doctor. Sin poder recordar ninguna a la otra, la Doctor asume que Ruth es una encarnación pasada desconocida, mientras que Ruth revela que usó un arco camaleónico para esconderse de su antiguo asociado Gat. La TARDIS de Ruth es llevada a bordo de la nave Judoon, y la Doctor y Ruth se enfrentan a Gat, quien se revela como un Señora del Tiempo con órdenes de recuperar a Ruth. Contra las órdenes de Ruth, la Doctor se presenta y le muestra a Gat una visión de Gallifrey destruido. Gat es asesinada cuando dispara un arma saboteada confiscada a Ruth.
Después de que Ruth devuelve a la Doctor a Gloucester, se reúne con sus compañeros, quienes transmiten el mensaje de Harkness. Confundida por estos eventos recientes, la Doctor siente que algo viene por ella.

## Producción

### Desarrollo
Fugitive of the Judoon fue escrito por Vinay Patel, quien anteriormente escribió el episodio Demons of the Punjab de la temporada anterior, así como por el productor ejecutivo Chris Chibnall.

### Casting
Jo Martin aparece como un personaje llamado Ruth Clayton y más tarde se reveló que era una encarnación previamente desconocida del Doctor. Martin es acreditado como Ruth y con un crédito como "The Doctor", de la misma forma que las nuevas encarnaciones anteriores del personaje han sido presentadas desde 2005. Neil Stuke fue elegido para el papel del Judoon. El elenco adicional se anunció en la revista Doctor Who Magazine #547 a principios de enero de 2020. El episodio presentó el regreso de Jack Harkness interpretado por John Barrowman, después de una ausencia de diez años de la serie. La aparición de Barrowman no se publicitó antes de la transmisión. Russell T. Davies, productor ejecutivo y escritor principal de Doctor Who entre 2005 y 2010, recibe crédito en pantalla como el creador de los Judoon y de Jack Harkness.

### Filmación
Nida Manzoor dirigió el tercer bloque de filmación, que comprendía el cuarto y quinto episodio. La filmación en Gloucester tuvo lugar del 22 al 23 de mayo de 2019; Gloucester había sido utilizado previamente como lugar de filmación para el especial de Navidad de 2008, The Next Doctor.

## Difusión y recepción

### Televisión
Fugitive of the Judoon se emitió el 26 de enero de 2020. Según The Daily Telegraph, la BBC había retenido las previsualizaciones de prensa del episodio hasta unas pocas horas antes de que saliera al aire, lo que indica que hubo revelaciones y sorpresas significativas dentro del episodio que no querían estropear.

### Calificaciones
Fugitive of the Judoon fue visto por 4,21 millones de espectadores durante la noche, lo que lo convierte en el sexto programa más visto del día en el Reino Unido. El episodio tuvo una puntuación del Índice de Apreciación del Público de 83.

### Recepción crítica
El sitio de revisión Rotten Tomatoes calculó una aprobación del 100% y una calificación promedio de 8,38/10 en base a 12 críticas. El consenso crítico de la página web dice:

La duódecima temporada de Doctor Who toma un giro brusco a la izquierda para mejor en la sorprendente y deliciosa Fugitive of the Judoon.

El sitio web Entertainment Weekly lo calificó como uno de los mejores episodios de Whittaker desde que tomó el rol de la Doctor, destacándolo como un "un deslumbrante  espectáculo que revuelve décadas de la historia de [Doctor] Who", especialmente por el hecho de poner en cuestión el orden de las regeneraciones del personaje principal.